# 夢想星搭檔 (第二季)
《梦想星搭档》作为央视的品牌节目，力求成为中国现象级的音乐公益节目。撒贝宁与曾宝仪继续主持《梦想星搭档》第二季，本节目将于2014年12月21日起登陆中央电视台综合频道黄金档，每周日20:05播出，明星搭档们加上人气极高的公益加油大使，《梦想星搭档》第二季势必引发一股音乐公益狂潮。

## 組合

### 首發組合
| 組合 | 歌手     | 歌手             |
| 1    | 彭佳慧   | 美声四季         |
| 2    | 平安     | 北大荒知青合唱团 |
| 3    | 齐秦     | 太阳部落         |
| 4    | 秦勇     | 南京交警合唱团   |
| 5    | 阿鲁阿卓 | 山风组合         |
| 6    | 茜拉     | 五洲唱响乐团     |
| 7    | 赵传     | 大女孩           |

### 補位及回歸組合
| 期數   | 歌手     | 歌手     | 備註             |
| 第三期 | 陈翔     | 炫声组合 | 第一組補位組合   |
| 第五期 | 吉克隽逸 | 杭盖乐队 | 第二組補位組合   |
| 第七期 | 王二妮   | 红都组合 | 第三組補位組合   |
| 第九期 | 凤凰传奇 | SHN48    | 最后一组補位組合 |

## 賽果

### 公益盛典
央视音乐公益节目《梦想星搭档》第二季将于大年三十下午播出年终特别版《梦想公益盛典》。首季星搭档“黄沙组合”黄绮珊和沙宝亮将再次带来气势磅礴的歌曲，而常石磊和萨顶顶也将再次相聚